# イルクーツク国立大学
イルクーツク国立大学（いるくーつくこくりつだいがく、英語: Irkutsk State University、公用語表記: Ирку́тский госуда́рственный университе́т）は、イルクーツクに本部を置くロシア連邦の国立大学。1918年創立、1918年大学設置。大学の略称はИГУ(ISU)。

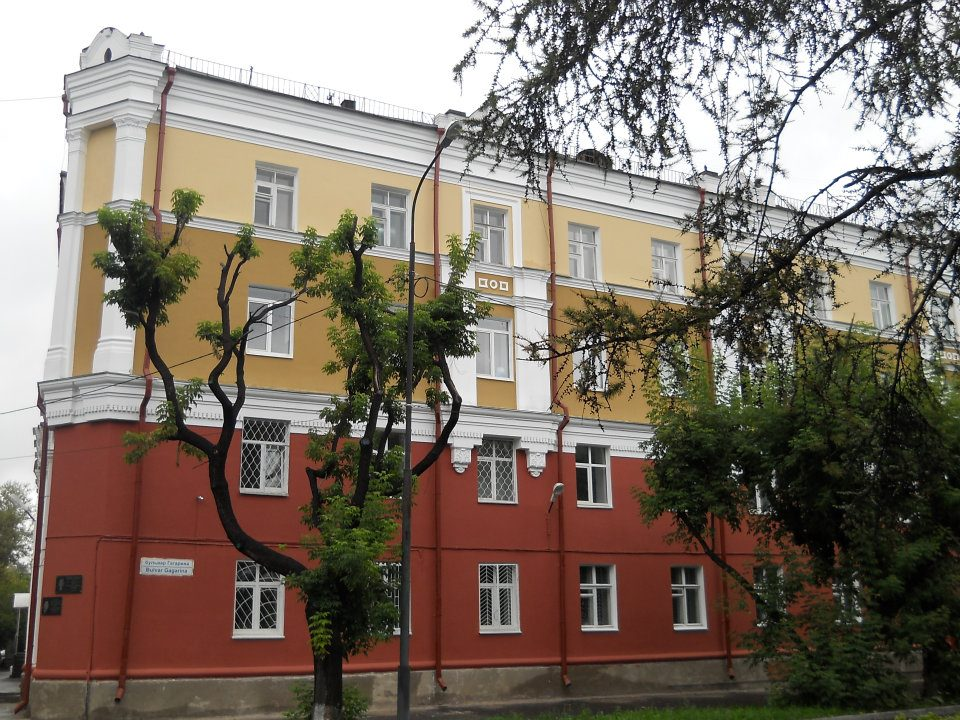
イルクーツク国立大学の文献学部建物

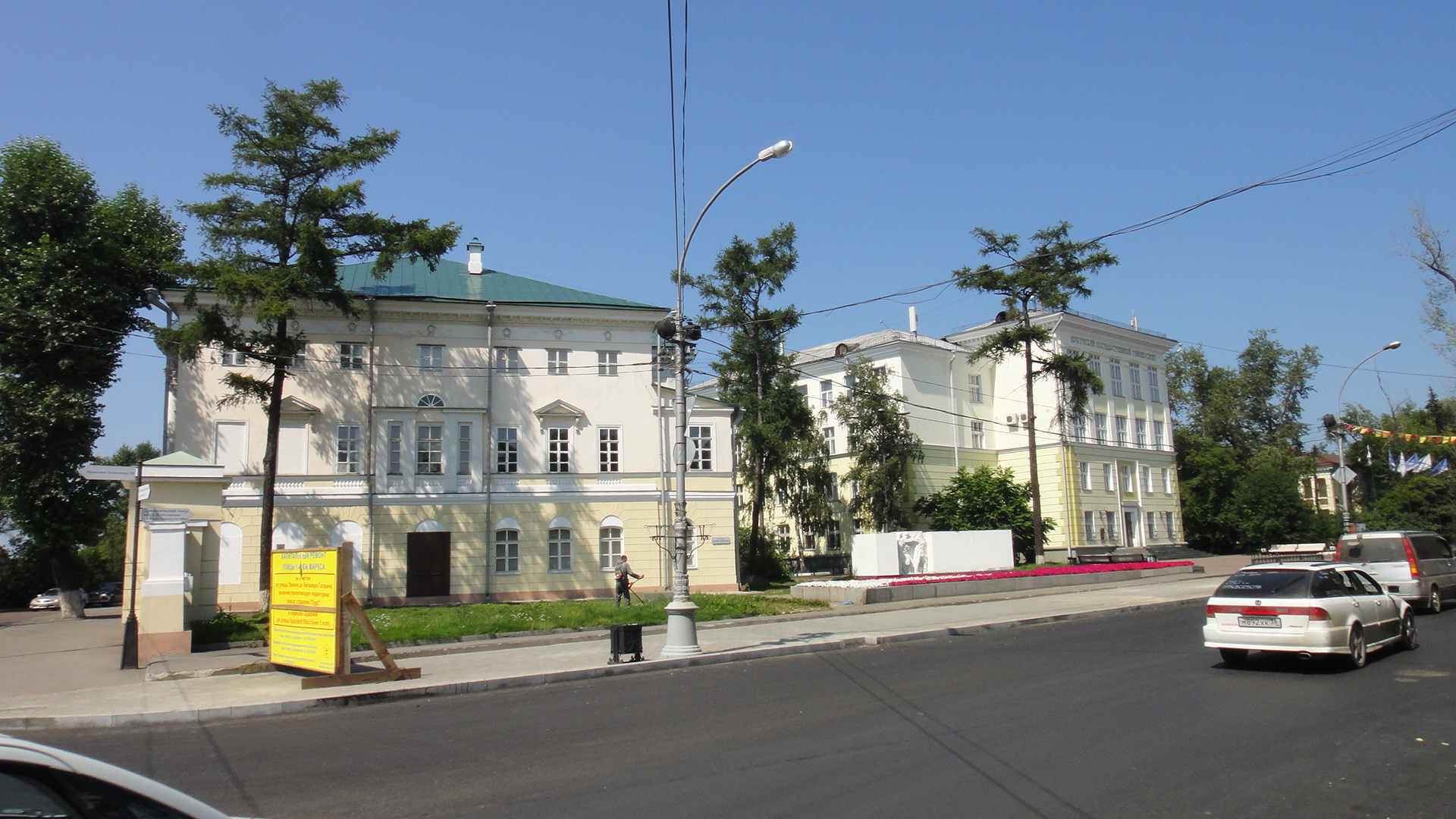
イルクーツク国立大学のその他の建物

東シベリアおよび極東で最も古い高等教育機関である。

## キャンパス・施設・教育体制
大学の学部および関連機関は、イルクーツク、アンガルスク、ブラーツクの9つの教育施設に分散している。これらの建物は、大部分が歴史的または建築的に大きな価値があるもので、18世紀～19世紀にさかのぼる。
すべての学部の上級生は、ロシア科学アカデミーシベリア支部およびИГУにある研究所と科学研究機関で、専門コースとインターンシップに参加する。

## 卒業生・関係者
何十年もの間、イルクーツク大学は7万人を超える高度な専門家、有名な科学者、教師、作家、政治家を輩出してきた。この中にはロシア国家功労賞（State Prize）の受賞者のアレクサンドル・ベロフ（Alexander Belov）、ミハイル・ゲラシモフ、ヴァレンチン・ラスプーチン（Valentin Rasputin）、アレクサンドル・ヴァンピロフ（Alexander Vampilov）、エヴゲーニン・チェニキン（Evgeny Chernikin）、マルク・セルゲーエフ（Mark Sergeev）などがいる。

## 日本との交流
日本からの留学生もよく訪れており、また北海道大学ではイルクーツク国立大学および極東連邦大学において、シベリアとロシア極東部の発展と日本との交流史を学ぶ短期留学プログラムを実施している

## 参照項目
- 太平洋国立大学 (ハバロフスク)
- 極東連邦大学 (ウラジオストク)
- ノヴォシビルスク大学 (ノヴォシビルスク)